# اس‌ام یوبی-۱۳۱
اس‌ام یوبی-۱۳۱ (به انگلیسی: SM UB-131) یک زیردریایی بود که طول آن ۵۵٫۸۵ متر (۱۸۳٫۲ فوت) بود. این زیردریایی در سال ۱۹۱۸ ساخته شد.